# ورزشگاه الزورا
ورزشگاه الزورا (به عربی: ملعب الزوراء) ورزشگاهی چندکاربردی در بغداد می‌باشد. امروزه از آن بیشتر برای برپایی مسابقه‌های فوتبال و به عنوان ورزشگاه خانگی باشگاه ورزشی الزورا استفاده می‌شود. این ورزشگاه گنجایش ۱۵۰۰۰ نفر تماشاچی را دارد و در سال ۲۰۱۲ تأسیس شد.